# De kalder mig hund
De kalder mig hund er en dansk film dokumentarfilm fra 1998 med instruktion af Frode Højer Pedersen efter manuskript af Kåre Bluitgen.

## Handling
Filmen handler om en 11-årig tjenestepige på Haiti, hvor mere end 300.000 børn bliver foræret væk af deres fattige forældre. De bliver givet til de rige familier, hvor de må arbejde som husslaver. Pigen Asmithe drømmer stadigvæk om at komme hjem til sin mor.